# Glòria Compte i Massachs
Glòria Compte i Massachs (Girona, 20 de febrer de 1953 – Figueres, 3 de març de 2007) fou una metgessa pediatra.
Nascuda accidentalment a Girona, la seva vida i la de la seva família estava arrelada a la ciutat de Figueres. Filla d'Albert Compte i Freixanet, de Castelló d'Empúries, i d'Àngela Massachs, farmacèutica, natural d'Hostalric, era la gran de dues germanes. L'any 1971 va començar a estudiar Medicina a la Universitat de Granada, carrera que conclogué a la Universitat de Madrid. Es va especialitzar en Pediatria, va fer les pràctiques a l'Hospital Sant Joan de Déu, de Barcelona, i el MIR a les Illes Canàries.
Després de començar a exercir la pediatria a Olot i Figueres, aviat va marxar a Nicaragua. A Matagalpa, un dels departaments més pobres del país, amb una població amb molt poc accés a la sanitat, que presentava alts índexs de mortalitat en la població femenina i infantil en el període perinatal, va fundar la institució Casa Materna de Matagalpa, per acollir les dones abans del part i atendre-les en el postpart. Avui, la residència continua exercint les seves funcions i la iniciativa s'ha anat escampant en altres indrets del país.
Posteriorment va fer una estada de tres anys a Salvador de Bahia, al Brasil, on va concloure la seva tesi doctoral sobre la mortalitat maternoinfantil a les “faveles” de Salvador: La mortalidad materna en Salvador, Bahía (Brasil)1993, presentada al 1999 a la Universitat Complutense de Madrid. En el trancurs de la seva vida professional va publicar diversos treballs de la seva especialitat en diferents revistes mèdiques.
L'any 1995 va tornar a Figueres. A més d'exercir-hi de nou com a metgessa, va participar en diverses associacions i iniciatives cíviques i populars. Així, promogué diferents agrupacions de dones, com les de Castelló i Figueres, la Plataforma cívica «Salvem l'Empordà», o el Fòrum Joan Alsina, que presidí.
L'Agrupació de Dones de Figueres, que ella impulsà, avui dia porta el seu nom. L'any 2008 l'Ajuntament de Figueres acordà donar el seu nom a un dels carrers que envolten l'Hospital Comarcal de la ciutat.